# Африканский гидролаг
Африканский гидролаг (лат. Hydrolagus africanus) — вид хрящевых рыб отряда химерообразных. 
Максимальная длина тела 67 см. В спинном плавнике один шип, который длиннее головы. 2-й спинной плавник с отчетливой вогнутостью посередине. Обитает в западной части Индийского океана, у берегов Кении, Мозамбика и Натала (Южная Африка). Глубоководная батидемерсальная рыба. Встречается на глубине от 421 до 750 метров. Питается офиурами и морскими звёздами. Одиночное, яйцекладущее животное. Яйца заключены в роговые оболочки. Считается видом вне опасности, ядовита и объектом промысла не является.